# Most Dashengguan
Most Dashengguan (chiń. upr. 南京大胜关长江大桥) – sześciotorowy, kratownicowy most kolejowy zlokalizowany nad rzeką Jangcy w Nankinie (Chiny), na linii dużych prędkości Pekin-Szanghaj (dwa tory), linii kolei tradycyjnej (dwa tory) oraz linii metra (dwa tory). Uchodzi również za konstrukcję o największej na świecie nośności i największym ciężarze własnym (920 kN/m).

## Charakterystyka
Most budowany w latach 2006-2010 ma długość 9 273 metrów, szerokość 41,6 metra i składa się z sześciu przęseł o długości kolejno: 108, 192, 336, 336, 192 i 108 metra. Jest to czwarty na świecie obiekt pod względem rozpiętości środkowych przęseł i pierwszy pod względem całkowitej długości belki ciągłej. Dwa największe przęsła są konstrukcji łukowej i jako konstrukcja ciągła dwuprzęsłowa znajdują się na pierwszym miejscu w świecie. Pomost ortotropowy wisi na wieszakach (najdłuższy z nich ma 56,8 metra długości). Miejsce na torowiska dla linii dużej prędkości i linii tradycyjnej ma po 15 metrów. Po stronie zewnętrznej, na wspornikach, umieszczone są torowiska metra po 5,2 metra szerokości. Obiekt dostosowano do prędkości przejazdu 350 km/h. Łuki mostu ukształtowane są parabolicznie. Wysokość liczona od dolnego pasa łuków ma 84,2 metra (stosunek wyniosłości łuku do jego rozpiętości wynosi więc 1:4). Całkowita wysokość łuku to 96,2 metra. Wysokość kratownicy tworzącej łuki to 12 metrów w kluczu i 48 metrów u wezgłowi. Główne przęsła obiektu są oparte na trzech łożyskach garnkowych na każdej podporze o ekstremalnie wysokiej nośności 170 MN. Podpory wzniesiono z dwukomorowych bloków żelbetowych (12×40 metra). Płyta fundamentowa zlokalizowana pod podporami ma sześć metrów grubości i jest ustabilizowana przez 46 pali o średnicy 2,8 metra i długości 105 metrów.